# Crowea
Crowea é um género botânico pertencente à família Rutaceae.

## Espécies
O género contém as seguintes espécies:
- Crowea angustifolia  Sm.
- Crowea exalata  F.Muell.
- Crowea saligna  Andrews

1. ↑  «Crowea — World Flora Online». www.worldfloraonline.org. Consultado em 19 de agosto de 2020